# Alien (альбом)
Alien — единственный электронный альбом в рамках музыкального проекта Alien24, в который входили Дима Билан и его саунд-продюсер Андрей Чёрный, хотя считается, что этот псевдоним принадлежит Билану. Дебют произошёл 9 декабря 2014 года в iTunes. Большая часть треков представлена на английском языке.

## Список композиций
| №                   | Название              | Длительность |
| ------------------- | --------------------- | ------------ |
| 1.                  | «Alien»               | 3:48         |
| 2.                  | «Music Is In My Soul» | 3:43         |
| 3.                  | «Fairy World»         | 3:53         |
| 4.                  | «Angel»               | 3:37         |
| 5.                  | «Wally»               | 3:53         |
| 6.                  | «Light in the Sky»    | 3:46         |
| 7.                  | «Fantom»              | 4:31         |
| 8.                  | «Tonight»             | 3:45         |
| 9.                  | «D or D»              | 3:36         |
| 10.                 | «Hypnosis»            | 5:09         |
| 11.                 | «Я не железный»       | 4:12         |
| 12.                 | «Я устал»             | 3:11         |
| 13.                 | «Значение»            | 3:44         |
| Общая длительность: | Общая длительность:   | 50:48        |

## Критика
Алексей Мажаев из InterMedia отметил сразу, что в альбоме большинство треков являются англоязычными. «Треки Alien24, изначально не рассчитанные на радиоротацию, с этой точки зрения выглядят более выигрышно: по крайней мере стало чуть понятнее, что нам хочет сообщить Билан-музыкант, когда не смотрит на своё дело через призму гастрольных предложений» — говорит Алексей об альбоме. Также он замечает, что «Билан с Андреем Чёрным создали атмосферное звуковое полотно, в котором эмбиент и даже лаунж всё время побеждают фанковые проявления — они оказываются приглушёнными и не выходят за рамки приятной фоновой музыки». И в конце Мажаев всё же говорит о том, что «Alien — серьёзный прорыв Билана-композитора, прежде всего, потому, что от него такого особо никто не ожидал».

## Награды и премии
| Год  | Премия                                              | Номинированная работа | Категория                           | Результат |
| ---- | --------------------------------------------------- | --------------------- | ----------------------------------- | --------- |
| 2015 | «Премия Муз-ТВ 2015»                                | «Wally»               | «Лучшая песня на иностранном языке» | Победа    |
| 2015 | «Первая Российская Национальная музыкальная премия» | «Alien24»             | «Лучший электронный проект»         | Победа    |